# Леонардески

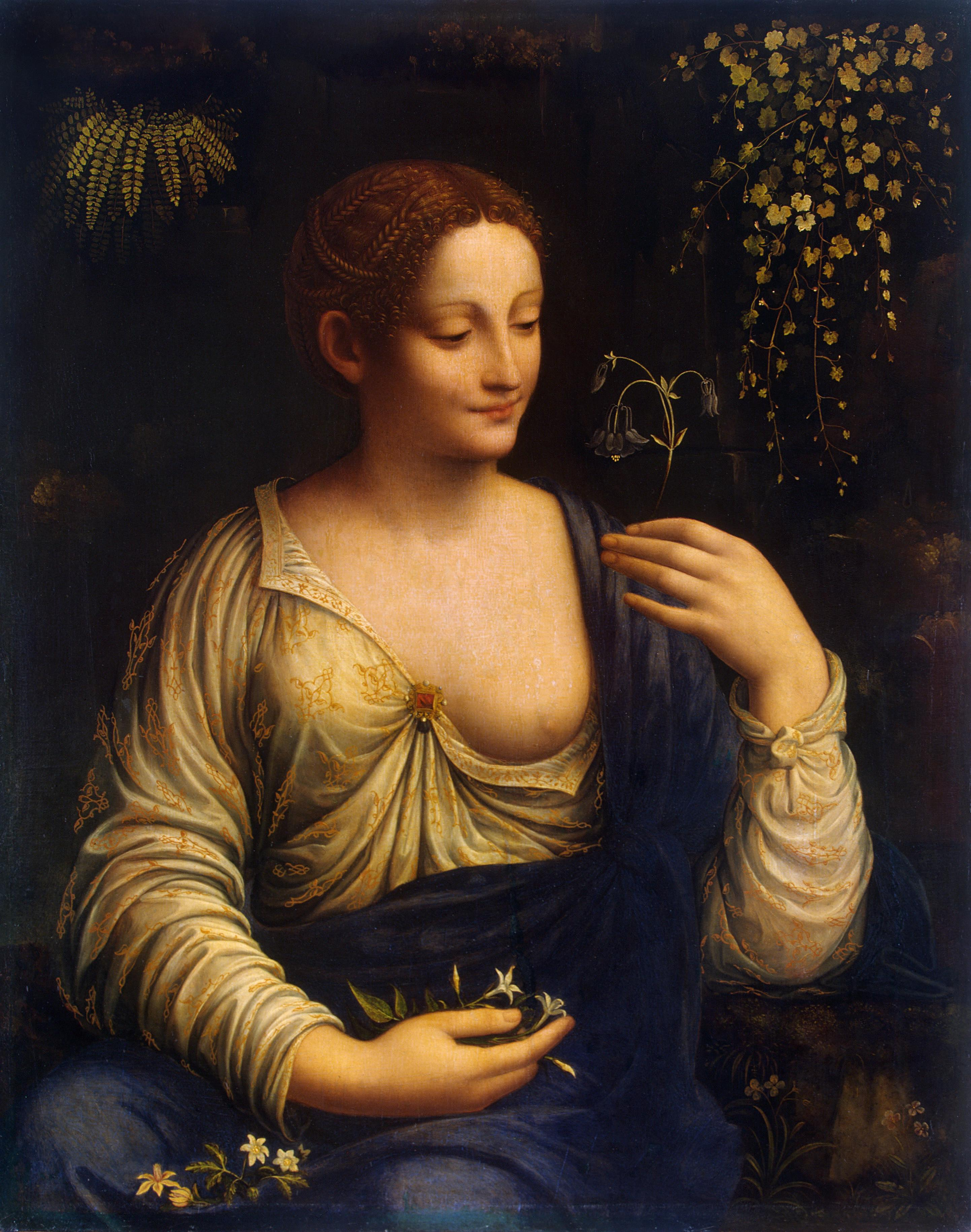
Ф. Мельци. Флора (Коломбина). Ок. 1520. Дерево, масло (переведена на холст). Государственный Эрмитаж, Санкт-Петербург

Леонардески (итал. leonardeschi) — традиционное для Италии условное обобщающее наименование учеников, последователей и подражателей выдающегося художника эпохи Высокого Возрождения Леонардо да Винчи. До середины XX века многие картины «леонардесков» считались произведениями самого мастера. Точную атрибуцию затрудняло то обстоятельство, что Леонардо, неудовлетворённый работой либо отвлекаясь на другие проекты, чаще всего не заканчивал свои произведения, и его картины завершал кто-либо из учеников его мастерской.

## История
В 1482—1499 и в 1507—1513 годах Леонардо работал в Милане при дворе герцога Лодовико Сфорца (Иль Моро). Вокруг художника сложилась группа учеников: Амброджо де Предис, Джованни Больтраффио, Франческо Мельци Андреа Соларио, Джампетрино, Бернардино Луини, Чезаре да Сесто.
«Леонардо, пока он работал в Тоскане, был в значительной степени изолирован от главных течений искусства итальянского Возрождения. У него не было настоящих учеников, и его влияние на других художников было незначительным, ограниченным привлечением некоторых формальных, физиогномических и композиционных аспектов, всегда и во всяком случае частичных. Его влияние в Милане было совершенно иным. Получив благосклонность Лодовико иль Моро и самых высоких ломбардских заказчиков, он стал главным художником для целого поколения и диктовал новый стиль, которому должны были подчиниться даже старые мастера, например, Винченцо Фоппа».
Однако ученики не могли в полной мере понять и усвоить творческий метод учителя, в лучшем случае они ограничивались подражанием его манере. Выдающийся историк искусства М. Дворжак писал о позднем периоде творчества Леонардо: «В то самое время, когда натуралистическое искусство достигло этой кульминации, в Италии неожиданно приобрёл господствующее положение формальный идеализм, и Леонардо оказался представителем вчерашнего искусства. Он сделал из этого выводы и переселился в страну, бывшую родиной натурализма… к тому королю, который был последним венчанным представителем духовной культуры, являвшейся колыбелью творчества Леонардо».
М. Дворжак имел в виду стремительное развитие искусства Высокого Возрождения в Риме в начале XVI века, формирование флорентийского и римского маньеризма и будущего стиля барокко. Гений Леонардо оказался «вне времени», и в 1516 году художник уехал во Францию, воспользовавшись приглашением французского короля Франциска I. В искусстве французского Ренессанса действительно господствовали натуралистические тенденции, соединявшиеся с пережитками средневекового готического искусства.
Леонардо вместе с учеником Франческо Мельци поселился в замке Кло-Люсе близ Амбуаза. Во Францию Леонардо привёз три свои последние картины: «Святая Анна с Мадонной и младенцем Христом», «Мона Лиза» (Джоконда) и «Иоанн Креститель». Когда 2 мая 1519 «Король художников скончался на руках у короля Франции» его ученик Ф. Мельци по завещанию получил рукописи, рисунки и картины учителя. Мельци продал картины королю Франциску, и теперь их можно увидеть в парижском Лувре.

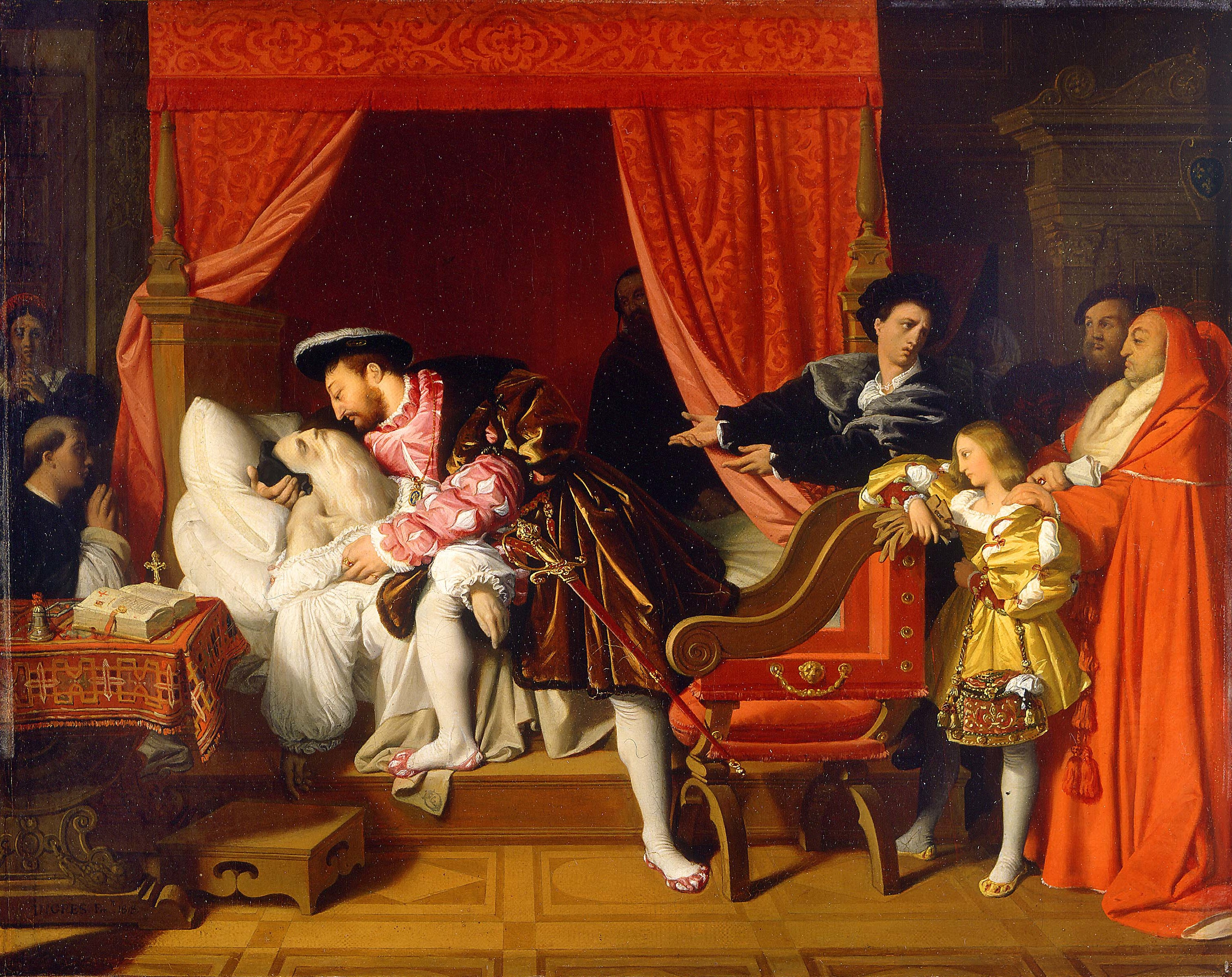
Ж. О. Д. Энгр. Франциск I принимает последний вздох Леонардо да Винчи (Король художников умирает на руках короля Франции). 1818. Холст, масло. Пти-Пале, Париж

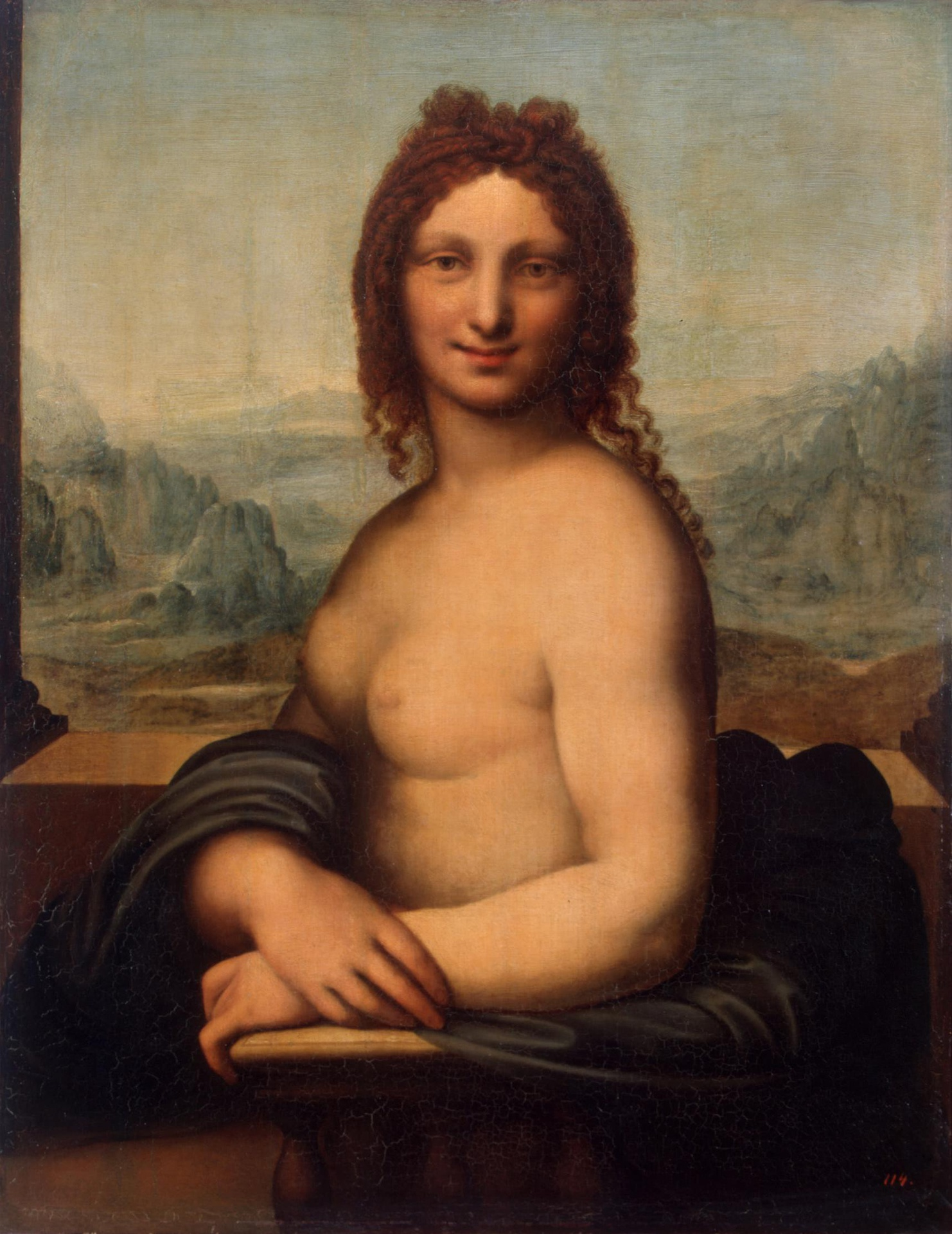
La Donna Nuda. 1560-е гг. Холст, масло. Государственный Эрмитаж, Санкт-Петербург

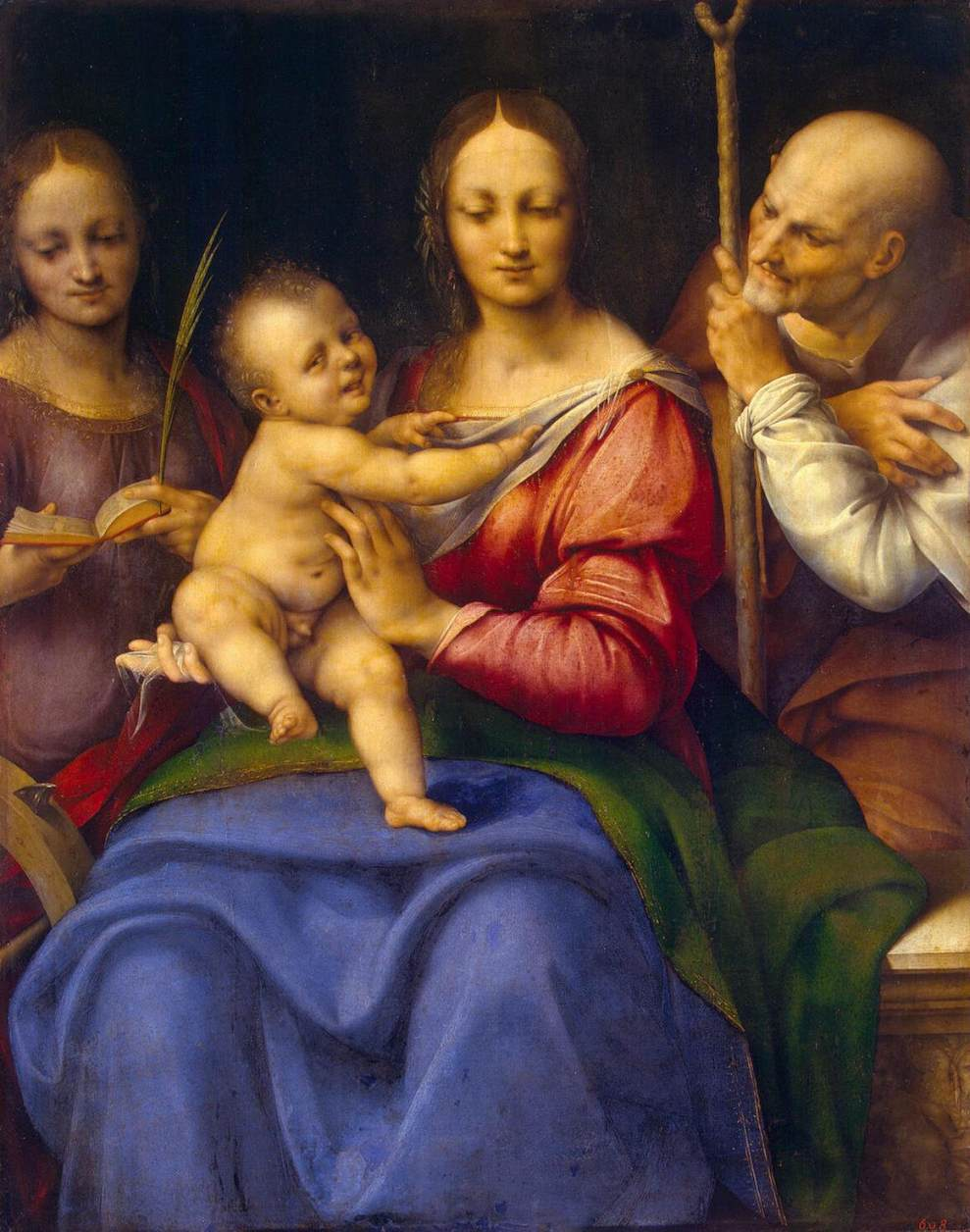
Чезаре да Сесто. Святое семейство со Святой Екатериной. Между 1515 и 1520. Дерево, масло (переведена на холст). Государственный Эрмитаж, Санкт-Петербург

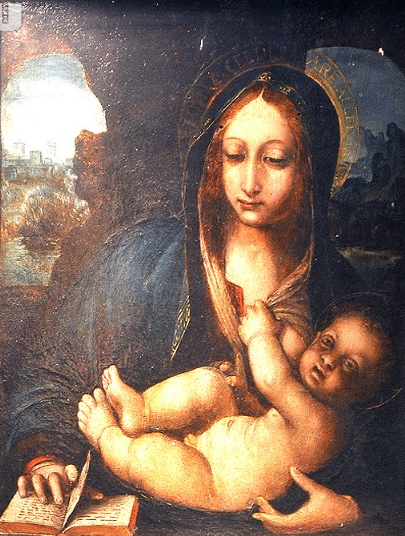
Мадонна Млекопитательница с Младенцем и книгой. Из коллекции Элия Белютина и Нины Молевой, Москва.

Под влиянием творчества Леонардо работали многие итальянские художники: Б. Конти, Б. Луини, Джампетрино, Марко д’Оджоно, Ч. Маньи, Ф. Наполитано, Дж. Ф. Рустичи, Содома, А. Соларио, Г. Феррари, Чезаре да Сесто. Существенно, однако, что, несмотря на обилие учеников и подражателей, индивидуальный творческий метод и стиль Леонардо да Винчи остались уникальными. Даже самые талантливые и любимые мастером ученики — Джованни Больтраффио, Франческо Мельци — оказались способными подражать не стилю, а лишь манере учителя, создавая поверхностные и салонные произведения.
В лучшей картине Ф. Мельци под условным названием «Коломбина» (от цветка «колумбины», изображённого в руках молодой женщины), возможно, начатой самим Леонардо, а законченной Мельци, также заметны холодная красивость и поверхностность. Картина была приобретена в 1850 году на аукционе в Гааге из собрания скончавшегося нидерландского короля Виллема II под названием «Женский портрет» с авторством Леонардо да Винчи (известны варианты композиции в других собраниях). Другое название картины — «Флора». Поза женщины, приоткрытая грудь и цветок, действительно, дают основание считать, что изображена богиня весны и цветов. "Особенности рисунка, тип женской красоты, положение рук ассоциируются с творчеством Леонардо, а моделировка лица, прежде всего губ — чуть заметной улыбки, — схожа у Коломбины с другой знаменитой картиной — Мона Лиза дель Джоконда. Примечательно, что до поступления в Эрмитаж это произведение имело второе, неофициальное название: Джоконда.
Данные обстоятельства, а также анализ исторических документов позволили сотруднику Эрмитажа М. А. Гуковскому предположить, что именно «Коломбина» написана Леонардо да Винчи во Флоренции между 1500 и 1507 годами и изображает Мону Лизу дель Джоконду в образе «Весны» (Флоры). Картина осталась незаконченной и была позднее завершена Франческо Мельци. Луврский портрет, известный ныне как «Джоконда», написан, по мнению Гуковского, на десять лет позднее, во время пребывания Леонардо в Милане, и изображает другую женщину. Однако, несмотря на убедительность доводов, «Джоконда» осталась «Джокондой», а «Коломбину» продолжают именовать «Коломбиной» или «Флорой».
Русский художник и историк искусства А. Н. Бенуа отметил в этой картине «красивого и знатного дилетанта Мельци» типично «ломбардскую парафразу формул Винчи. Всё в этой приятной картине жёстко, методично и наивно. Нигде не чувствуется „полёта“. Светотень Леонардо лишена вибрации, выдержана с умением и расчётом, но без того проникновения в тайны красоты, которое свойственно лишь гению. Грация позы — испорчена застылостью, прелесть улыбки — не скрывает ничего загадочного».
Знаменитая картина «Мадонна Литта», также из собрания петербургского Эрмитажа, стала предметом спорных атрибуций, поскольку совершенство её рисунка и композиции входит в явное противоречие с посредственной живописью.
Сразу же после приобретения картины из собрания графов Литта в 1865 году появились сомнения в принадлежности картины кисти Леонардо да Винчи. Коллекционер и знаток А. И. Сомов предложил считать картину начатой самим Леонардо, а законченной кем-то из его учеников, например Амброджо де Предисом.
А. Н. Бенуа, как и Джованни Морелли, категорически отрицал авторство Леонардо да Винчи. Действительно, превосходная композиция и мастерский рисунок картины, в особенности типично леонардовская голова Мадонны (что подтверждает близкий рисунок, хранящийся в парижском Лувре), плохо сочетаются с «нелеонардовским» Младенцем и грубой, посредственной живописью, с чёрной растушевкой контуров. «Резкий свет, — писал Бенуа, — доходящий местами до грубости, подбор красок (лишь частью пострадавших от времени и реставрации); промахи и недовершения в лепке (например, руки Мадонны или складки её тюника у разреза на груди) — всё это говорит за то, что перед нами работа ученика — превосходного, впрочем, художника и человека, вполне усвоившего задачи учителя… Вопрос остаётся открытым, и потому благоразумнее называть Мадонну Литту просто „работой ученика Леонардо“».
Возможно, что «Мадонна Литта» создавалась по рисунку Леонардо да Винчи либо начата им самим в конце первого, флорентийского, периода творчества, до отъезда в Милан в 1482 году, но оставалась незаконченной, как и многие другие картины этого художника. Возможно также, что Леонардо взял незаконченную картину с собой в Милан и позднее она была дописана одним из его учеников, вероятнее всего Больтраффио.
Другие произведения «круга Леонардо» слабы и посредственны. В 1998—1999 годах в Санкт-Петербургском Эрмитаже проходила выставка «Произведения школы Леонардо да Винчи в собрании Эрмитажа». Она наглядно продемонстрировала болезненный разрыв (отражающий содержание эпохи) между творчеством одного из зачинателей эпохи Возрождения в Италии и слабостью его учеников.
Одна из картин выставки (ранее находившаяся в запасниках музея, «La Donna Nuda» (Обнажённая женщина) кажется пародией на Джоконду и на творчество Леонардо в целом. Несмотря на типично леонардовский «лунный пейзаж» дальнего плана, очевидны огрехи в рисунке: «плохо посаженная» голова, деформированный плечевой пояс и грубые, слишком крупные кисти рук. Улыбку «Обнажённой Донны», пародирующей леонардовскую Джоконду, А. Н. Бенуа назвал «зловещей».
Картину Чезаре да Сесто «Святое семейство со Святой Екатериной» знаменитый французский писатель и художественный критик Стендаль, великолепный знаток итальянского искусства, считал в своё время лучшим из всего, что было создано Леонардо: «Как бы то ни было, петербургское „Святое семейство“, на мой взгляд, — лучшее из всего, что Леонардо создал. От мадонн Рафаэля оно отличается, помимо совершенно другой экспрессии, ещё тем, что всё здесь носит слишком законченный характер. Чувствуется недостаток лёгкости и приятности в технике. Это был недостаток эпохи…»
Картина действительно отличается мягкими, прозрачными тенями сфумато. Однако в наше время совершенно очевидны вторичность и маньеристичность этого подражательного произведения. А. Н. Бенуа иронично писал об этой картине: «Всякие следы религиозности исчезли, обе святые усмехаются таинственной улыбкой Джоконды, старичок Иосиф чуть комичен (и это без всякой наивности), Младенец не в меру шаловлив, не то смеётся, не то хочет заплакать, и невозможно принять всю композицию в целом за предмет молитвы».

## Оценки
- П. П. Муратов писал в «Образах Италии»: «В первой четверти XVI века понятие о миланской школе живописи растворяется в понятии о „леонардесках“. Леонардески были разнообразны по своей одарённости, по слабым проблескам оригинальности, по степени своей близости, внутренней или только внешней, к Леонардо. Наиболее интересны из них те, которые попали в орбиту гения в дни первого его приезда в Милан, — Больтраффио, Амброджо да Предис, Франческо Мельци».
- А. М. Эфрос: Да Винчи был «…готов даже сотрудничать с учениками, проходить своею гениальной кистью по их полотнам, чтобы дать им искусство повыше и потоньше, нежели могут дать они сами, эти люди его школы, Болтрафио, да Предис, д`Оджоне, да Сесто и т. д., — порода талантов малых или средних. Он снабжает их трафаретами своих композиций, набросками своих invenzione: таково происхождение целого ряда „леонардесков“, сомнительных полотен, которым когда-то наивная традиция давала имя самого мастера, а прямолинейный критицизм XIX века отказывал во всяком соприкосновении с Леонардо»[19].
- В. Н. Лазарев: «Выдвинутые Леонардо формулы психологического оживления, столь излюбленные им контрапосты и светотеневые аффекты, строгие, упорядоченные композиции, развитой язык жестов — все это входит в обиход художественной практики бесчисленных „леонардесков“, воспринимающих наследие Леонардо абсолютно некритически и рабски ему подражающих. Не будучи в силах хотя бы в отдаленной степени приблизиться к своему кумиру, они всегда остаются жалкими эпигонами, вращающимися в заколдованном кругу готовых штампов и школьных рецептов»[20].